# Buković
Buković is een plaats in de gemeente Benkovac in de Kroatische provincie Zadar. De plaats telt inwoners (2001).